# Димитър Гешоски
Димитър Гешоски (на македонска литературна норма: Димитар Гешоски) е актьор от Социалистическа република Македония.

## Биография
Роден е на 14 септември 1928 г. в град Прилеп. През 1951 г. започва да играе в Народния театър в Прилеп. В периода 1958-1964 е член на Драмата на Македонския народен театър. От 1964 до 1989 играе на сцената на Драматичния театър в Скопие. Взема участие в различни игрални филми. Умира на 29 октомври 1989 г. в гр. Скопие.

## Филмография
- Дни на изкушение (1965) – Иванов
- Македонска кървава сватба (1967)
- Къде след дъжда (1967)
- Планината на гнева (1968)
- Време без война (1969)
- Изстрел (1972)
- Най-дългият път (1976)
- Оловна бригада (1980)
- Цървеният кон (1981)
- Нали ти рекох (1984)
- Време, живот (1989)